# Peter Van den Bossche

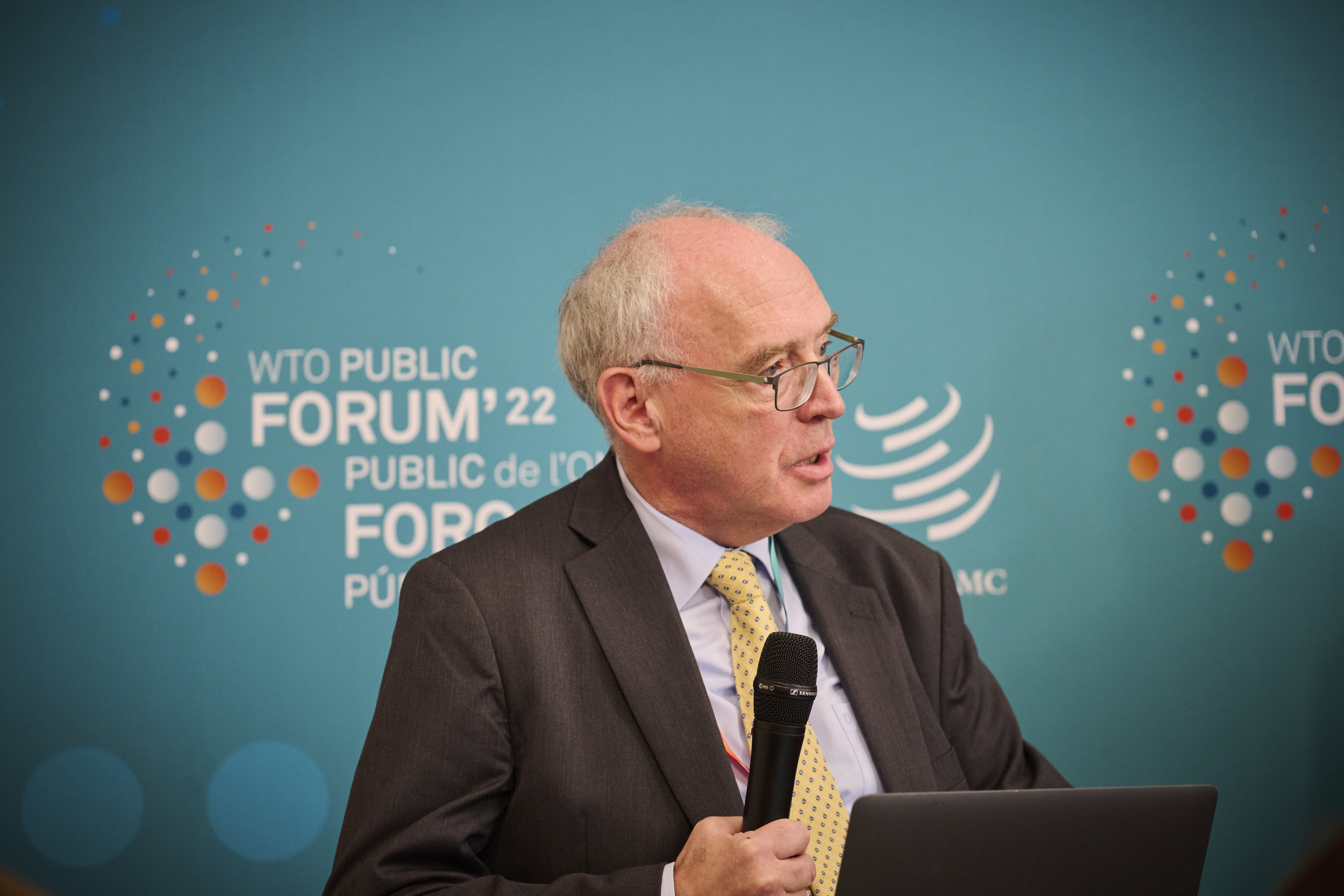
Peter Van den Bossche, 2022

Peter Van den Bossche (* 31. März 1959 in Belgien) ist ein belgischer Professor für Internationales Wirtschaftsrecht an der Universität Bern und ehemaliges Mitglied am Appellate Body der Welthandelsorganisation (WTO).

## Leben und Werk
Van den Bossche studierte Rechtswissenschaften an der Universität Antwerpen und an der Universität von Michigan (LLM) und promovierte am Europäischen Hochschulinstitut in Florenz. Von 1990 bis 1992 arbeitete er als Referendar von Generalanwalt Walter van Gerven am Europäischen Gerichtshof in Luxemburg. Von 1997 bis 2001 war Van den Bossche Berater und dann 2001 Acting Director des Sekretariats des Appellate Body der WTO. Im Jahr 2001 ging er an das World Trade Institute an der Universität Bern, wo er seit 2016 Professor ist. Er war Gastprofessor an der Universität Barcelona und der China-EU School of Law in Beijing.
Peter Van den Bossche wurde von der Europäischen Union für einen Sitz am Appellate Body, dem WTO-Rechtsmittelgericht, nominiert und von den Mitgliedern der WTO 2009 und 2013 für zwei Amtsperioden ernannt. Aufgrund der Blockade der US-Regierung seit 2016, neue Posten am Appellate Body zu besetzen, wurde auch der Posten von Van den Bossche nach Ende seiner Amtszeit 2017 nicht mehr besetzt. Dies führte dazu, dass Fälle, die bereits von einem Panel entschieden worden waren und angefochten wurden, nicht mehr zur Entscheidung kommen und damit nicht rechtsverbindlich werden.
Im Jahr 2018 wurde Van den Bossche zum Präsidenten der Society of International Economic Law (SIEL) ernannt.
In seiner Funktion als Professor am WTI und ehemaliges Mitglied des Appellate Body übernimmt er die Rolle eines Panelist in den fiktiven Fällen beim John H. Jackson Moot Court.

## Schriften
Sein Buch, welches er ab der dritten Version mit Werner Zdouc verfasste, The Law and Policy of the World Trade Organization ist ein Standardwerk zum Verständnis des Welthandelsrechts und des Dispute Settlement Body geworden.
- mit Steve Charnovitz, Debra P. Steger (Hrsg.): Law in the service of human dignity. Cambridge University Press, 2005, ISBN 978-1-139-44842-0.
- The Law and Policy of the World Trade Organization. Cambridge University Press, 1. Auflage 2008, ISBN 978-0-521-89890-4,  ISBN 978-0-521-72759-4.
- mit Hildegard Schneider (Hrsg.): Protection of cultural diversity from a European and international perspective. Band 9. Intersentia Uitgevers NV, 2008, ISBN 978-905095864-6.
- mit Denise Prévost: Essentials of WTO law. Cambridge University Press, 2016, ISBN 978-1-107-03583-6, ISBN 978-1-107-63893-8.